# Nils Olsson i Rösta
Nils Olof Olsson (i riksdagen kallad Olsson i Rösta), född 1 april 1868 i Ås socken, Jämtland, död där 9 oktober 1943, var en svensk lantbrukare och politiker (liberal). Gift år 1895 med Magdalena Olsson och far åt konsul och bokhandlare Ragnar Ohlsson (född 1896). 
Nils Olsson, som kom från en bondesläkt, var lantbrukare i Rösta i Ås, där han också var kommunalstämmans ordförande 1904–1943 samt kommunalnämndens ordförande 1904–1917. Han var även aktiv i IOGT, bland annat som ledamot i Östersunds distriktsloge i omgångar.
Han var riksdagsledamot i andra kammaren 1918–1921 för Jämtlands läns norra valkrets och tillhörde i riksdagen Frisinnade landsföreningens riksdagsgrupp Liberala samlingspartiet. I riksdagen var han bland annat vice ordförande i andra kammarens fjärde tillfälliga utskott vid lagtima riksmötet 1919. Han engagerade sig exempelvis för rösträttsreform.
Olsson är begravd på Ås kyrkogård i Ås, Jämtland.